# Șalvari

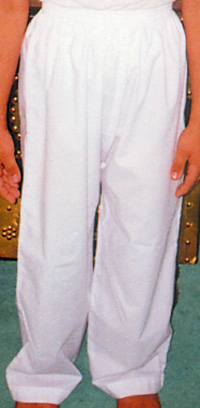
Șalvari

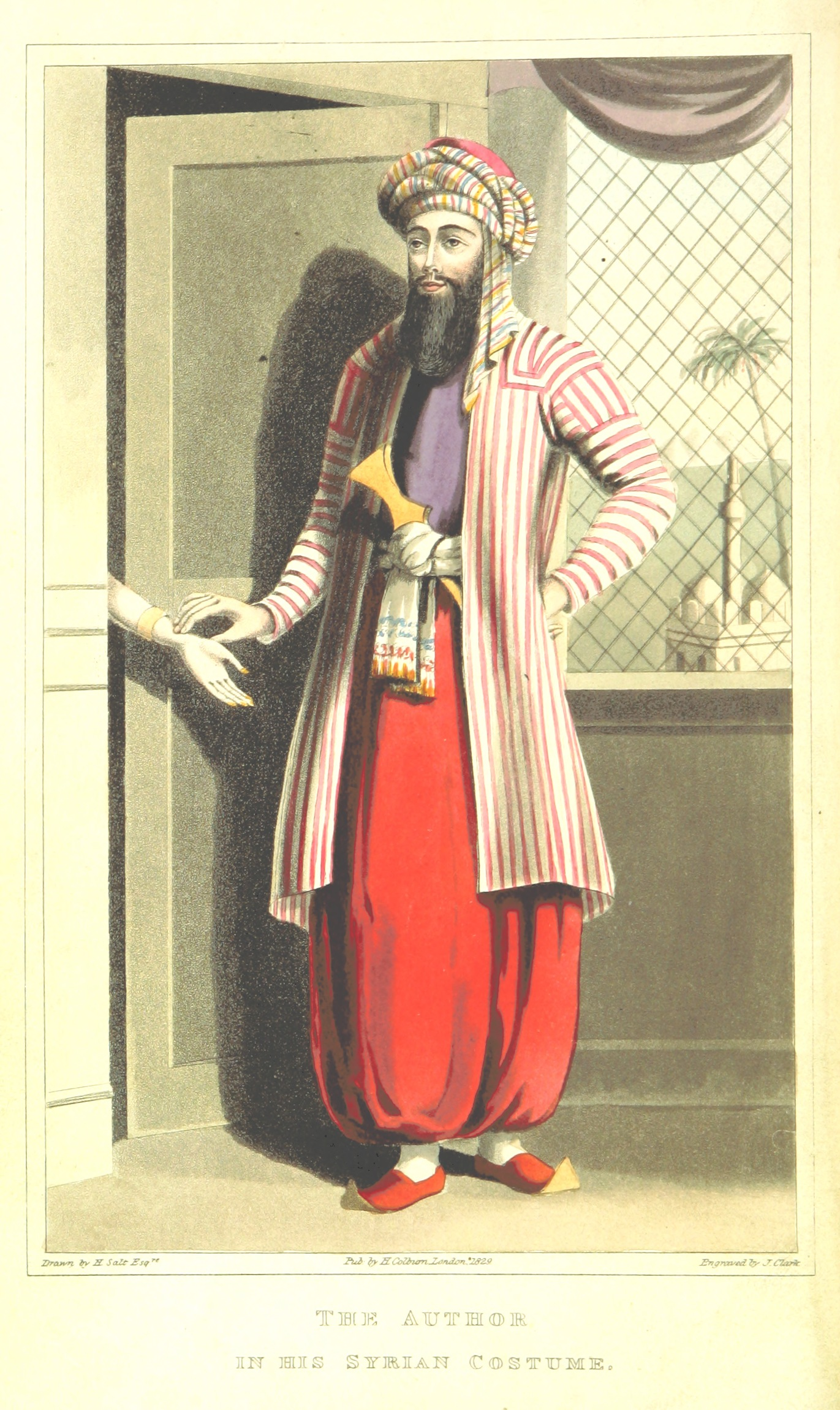

Șalvarii (în persană: شلوار‎‎ - šalvār; arabă: سروال - sirwāl; turcă: șalvar, cazahă: шалбар - șalbar, bengaleză: সালোয়ার - shalwar, urdu: شلوار‎ - shalwar) cunoscuți și ca pantaloni de tip punjabi și, în unele contexte, ca pantaloni de harem, sunt un tip de pantaloni datând din perioada precreștină.
Șalvarii sunt purtați cu precădere în țările musulmane, însă ei pot fi întâlniți în zonele rurale din Grecia, precum și în alte foste teritorii ale Imperiului Otoman în Balcani. Șalvarii sunt purtați și într-o serie de comunități din nordul Indiei.
Șalvarii sunt un tip de pantaloni largi, cu poala foarte amplă care se leagă de mijloc cu un șnur. Ei reprezintă un element de vestimentație tradițional din Adana și până în sud-estul Asiei Mici, zonă în care sunt întâlniți frecvent. Fiind foarte largi, acest tip de pantoloni sunt potriviți pentru munca pe câmp sau în vițele de vie, astfel că ei continuă să fie folosiți și astăzi în zonele rurale de către agricultori și crescători de animale.
În sudul Asiei, șalvarii sunt cunoscuți cel mai adesea sub numele șalvar kamiz. Kamizul este un tip de cămașă, care purtată împreună cu șalvarii formează un costum. Cămășile de tip kamiz au de regulă gulere de tip occidental, însă există și variante cu gulere chinezești sau fără guler, acestea din urma fiind întâlnite cu precădere în vestimentația femeilor.

## Caracteristici
Șalvarii reprezintă un tip de pantaloni care se leagă de talie cu un șnur elastic. Largi în partea de sus, ei se îngustează către genunchi. 
Kamiz-ul, partea superioara a șalvar kamiz–ului, are de regulă o croială dreaptă, în prezent remarcându-se o influență europeană la nivelul mânecilor cămășii. Kamiz-urile nu impresionează atât prin croială, cât prin guler și prin măiestria broderiilor. Modelele îmbracate în prezent de către femei sunt ceva mai încărcate decât cele tradiționale. 
Există diferite varietăți de Kamiz-uri: cu guler adânc, cu mâneci lungi sau fără mâneci, croite din materiale transparente (caz în care se impune purtarea unui alt rând de haine pe dedesubt) etc. Lungimea kamiz-urilor variază de la nivelul mijlocului și până la genunchi,unele modele fiind doar suficient de lungi cât să acopere șnurul care prinde șalvarii de talie. În vestimentația femeilor, șalvar kamiz-ul este completat de un șal numit dupatta, care poate fi purtat pe cap sau pe umeri. Pentru musulmani, dupatta reprezintă o alternativă mai puțin restrictivă pentru vălurile de tip çadur sau burka, în vreme ce femeile din cultura Sikh și cele din nordul Indiei poartă acest tip de văl pentru a-și acoperi capul când merg la templu sau când se afla în prezența vârstnicilor. Pentru celelalte femei însă, prinsă doar pe un umăr sau asezată la baza pieptului și a umerilor, dupatta reprezintă un accesoriu vestimentar menit să înfrumusețeze ținuta.
În Anglia și Canada pentru vestimentația de tip șalvar kamiz se folosește uneori termenul de punjabi.  Cu precădere în Anglia, în ultimii douăzeci de ani, vestimentația purtată de femeile venite din sudul Asiei sau din Punjab a fost reintrepretată și introdusă în vestimentația cotidiană occidentală. În India, șalvar kamiz-ul este considerat ca fiind specific nordului țării. Fiind mai simplu decât sari-ul, ușor de îmbrăcat și potrivit oricărui tip de siluetă, șalvar kamiz-ul a început să fie foarte popular în întreaga țară. Dată fiind varietatea de culori, materiale, broderii și croieli, acest costum poate fi purtat indiferent de context sau de climă.

## Istoric și etimologie
Cuvântul șalvar provine din termenul persan شلوار  'shælva:r', care înseamnă pantalon. Termenul a pătruns în limba română pe filieră turcă. Există două teorii cu privire la originea termenului kamiz, analizând rădăcina kamis din limba arabă: 
1. Rădăcina kamis din arabă este o formă provenită din latinescul camisia.[7]
2. Termenul kamis are la baza rădăcina kms din semitica centrală, care a intrat apoi în greacă sub forma kamision și de aici în latină sub forma camisia.[8]

Primele modele de pantaloni de tip șalvar au apărut în rândurile turcilor din Asia Centrală, acestea răspândindu-se ulterior în Afganistan, India, Iran, câteva țări arabe, precum și în teritoriile intrate sub ocupația Imperiului Otoman.

### Forme fonetice
În limba punjabă, cuvântul începe cu litera 's', în vreme ce în limbile urdu, lahnda, persană, paștună și turcă, litera de început este 'ș'. În Marea Britanie, termenul circulă în ambele variante, însă forma preferată de Oxford English Dictionary, și în același timp și cea mai răspândită dintre cele două, este cea începând cu 'ș' . Forma fonetică 'salvar' este cel mai mult răspândită în India. Termenul kamiz se pronunță adesea adăugându-se un 'h' după consona de început, în forma 'khameez.